# Izvorul de la Corbii Ciungi
Izvorul de la Corbii Ciungi este o arie protejată de interes național ce corespunde categoriei a IV-a IUCN (rezervație naturală de tip floristic și faunistic) situată în județul Dâmbovița, pe teritoriul administrativ al comunei Corbii Mari.

## Localizare
Aria naturală cu suprafață de 5 hectare se află în Muntenia, în extremitatea vestică a județului Dâmbovița aproape de limita teritorială cu județul Argeș, lângă drumul județean (DJ611) care leagă localitatea Vișina de satul Petrești, în bazinul mijlociu al Neajlovului (afluent de dreapta al râului Argeș). 

## Descriere
Rezervația naturală a fost declarată arie protejată prin Legea Nr.5 din 6 martie 2000 (privind aprobarea Planului de amenajare a teritoriului național Secțiunea a III-a - zone protejate) și reprezintă o suprafață formată dintr-un complex de izvoare (care alimentează două pârâuri ce străbat lunca stângă a râului Neajlov) și mlaștini ce adăpostesc o mare varietate de floră și faună (dintre care unele foarte rare, care au supravețuit trecerii mai multor ere geologice) specifică zonelor umede ale Câmpiei Române.